# Санте Джеміньяні
Санте Джеміньяні (італ. Sante Geminiani; 4 вересня 1919, Луго, Італія — 15 серпня 1951, Антрім, Північна Ірландія) — італійський мотогонщик. Трагічно загинув під час вільної практики Гран-Прі Ольстеру 1951 року, зіткнувшись з мотоциклом партнера по команді Moto Guzzi Джанні Леоні.

## Кар'єра
У 1949 році Санте Джеміньяні дебютував у чемпіонаті світу з шосейно-кільцевих мотоперегонів MotoGP, взявши участь у складі заводської команди Moto Guzzi в гонці класу 500cc Гран-Прі Націй, де фінішував 9-им. В наступному сезоні знову узяв участь лише в одній гонці чемпіонату світу, цього разу не фінішувавши. В цьому ж році у чемпіонаті Італії Санте посів друге місце в класі 500cc.
В сезоні 1951 виступав на повноцінній основі. У перших двох гонках не фінішував, проте вже у четвертій, Гран-Прі Бельгії, піднявся на подіум, посівши 3-є місце. В наступній гонці, в Нідерландах, не фінішував, а у Франції приїхав 13-им. Сьома гонка сезону, Гран-Прі Ольстеру, стала в його житті останньою.

### Загибель
Близько 10:00 ранку, Санте разом зі своїм колегою по команді Джанні Леоні, а також гонщиком Енріко Лоренцетті їхали по трасі Кладі в рамках вільної практики Гран-Прі Ольстеру, яке мало відбутись через 3 дні. Після кількох кіл Джеміньяні та Лоренцетті заїхали в бокси для заміни мотоциклів, тоді як Леоні продовжив свій рух по трасі. Через деякий час останній помітив відсутність колег та вирішив повернутись назад щоб подивитись, що трапилось. Він розвернувся та поїхав проти напрямку руху. Тим часом Джеміньяні та Лоренцетті, покинувши бокси, вирушили на трасу для подальшого руху. Через деякий час вони зустріли Леоні, відстань між ними була невеликою і Джеміньяні не вдалось уникнути зіткнення. Санте та Леоні зіткнулись лоб-в-лоб, їхня швидкість, за оцінками, становила приблизно 100 км/год. Лоренцетті, який їхав на відстані приблизно 100 метрів позаду, теж не уникнув зіткнення, проте встиг зменшити швидкість.
Санте Джемньяні при зіткненні підлетів у повітря та пролетів приблизно 40 метрів від місця аварії, загинувши миттєво. Джанні Леоні зміг піднятись на мить, але відразу ж впав без свідомості та помер у той же день у лікарні в Белфасті; Енріко Лоренцетті відбувся незначними травмами.
Незважаючи на смерть двох заводських гонщиків та вибуттям ще одного, команда Moto Guzzi не припинила своєї участі у гонці, в якій її гонщик Бруно Руффо здобув перемогу в класі 250cc.

## Статистика виступів

### MotoGP

#### У розрізі сезонів
| Сезон  | Клас   | Мотоцикл   | Гонки | Пер | Под | НК | Очки | Місце |
| ------ | ------ | ---------- | ----- | --- | --- | -- | ---- | ----- |
| 1949   | 500cc  | Moto Guzzi | 1     | 0   | 0   | 0  | 0    | —     |
| 1950   | 500cc  | Moto Guzzi | 1     | 0   | 0   | 0  | 0    | —     |
| 1951   | 500cc  | Moto Guzzi | 5     | 0   | 1   | 0  | 4    | 13    |
| Всього | Всього | Всього     | 7     | 0   | 1   | 0  | 4    |       |